# 汶水老街

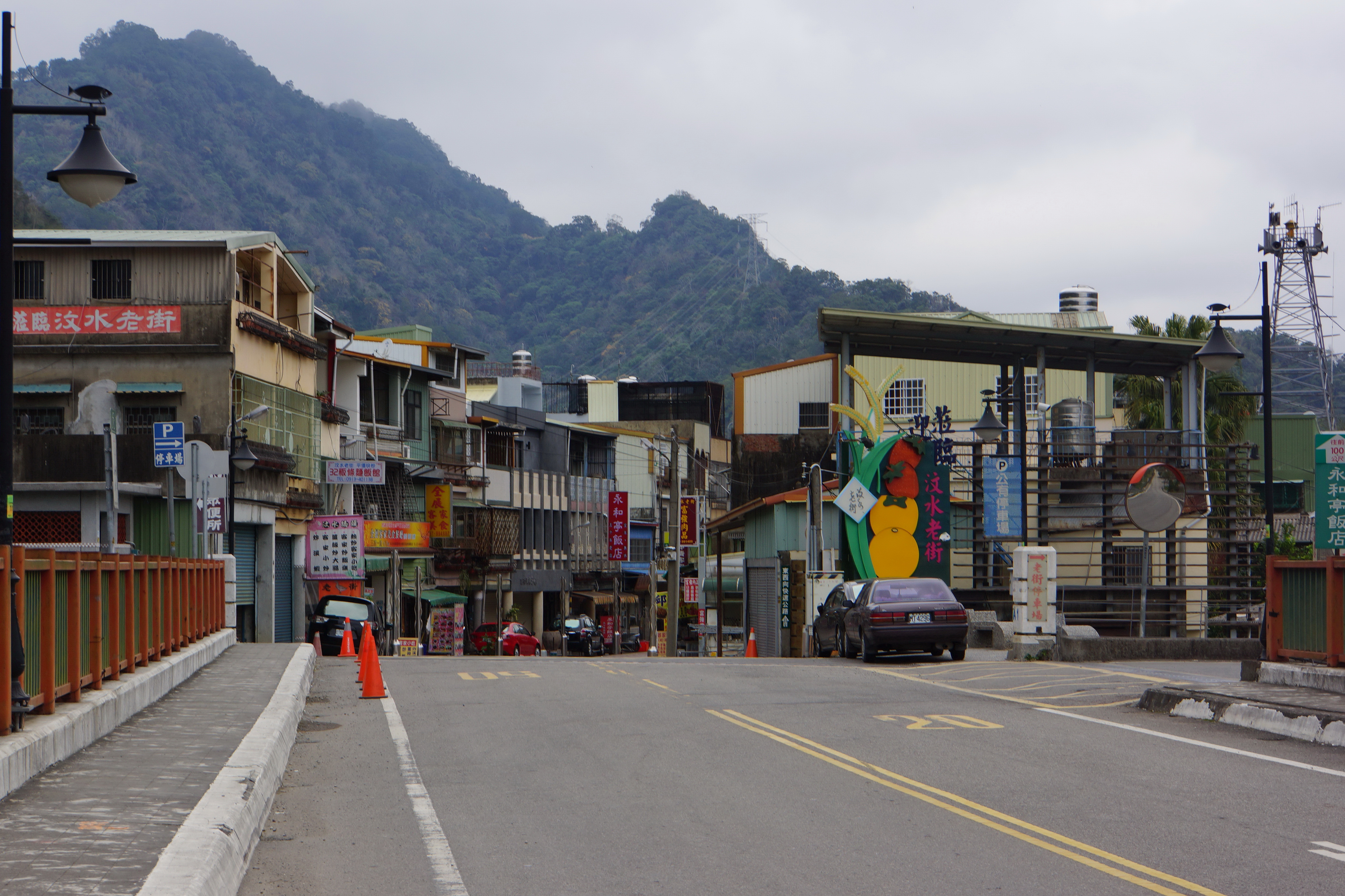
汶水老街（2014年1月）

汶水老街位於台灣苗栗縣獅潭鄉竹木村，當地居民以客家族群為主，是早年獅潭鄉、泰安鄉、大湖鄉的貨物集散地。此老街位於台6線，鄰近台3線及台72線，具有客家、人文、藝術的風味，是前往大湖鄉旅遊採草莓的門戶。台72線東西向快速道路通車後，汶水老街的車潮不再，成為適合遊客徒步行走的老街。老街的主要小吃有客家粄食、客家菜等。